# Омега Волопаса
Омега Волопаса (лат. ω Boötis), 41 Волопаса (лат. 41 Boötis), HD 133124 — двойная звезда в созвездии Волопаса на расстоянии приблизительно 373 световых лет (около 114 парсеков) от Солнца. Видимая звёздная величина звезды — +4,81m.

## Характеристики
Первый компонент — оранжевый гигант спектрального класса K4III, или K4IIIabCa0,5, или K5. Масса — около 1,927 солнечной, радиус — около 39,423 солнечных, светимость — около 354,816 солнечных. Эффективная температура — около 3999 K.
Второй компонент — коричневый карлик. Масса — около 34,69 юпитерианских. Удалён на 1,861 а.е..